# Premio Lo Nuestro
Premio Lo Nuestro é uma premiação anual dos Estados Unidos, apresentado pelo canal Univision, com o intuito de honrar os artistas mais talentosos da música latina. Desde a sua primeira cerimônia, em 1989, os criadores escolhem a opinião do próprio para formar os vencedores. Dentre os artistas que mais venceram tal prêmio, incluem Gloria Estefan, Vicente Fernández, José José, entre outros.

## Categorias

### Geral
- Prêmio Lo Nuestro de Artista do Ano
- Canção do Ano
- Álbum do ano
- Remix do Ano
- Artista Revelação Masculino
- Artista Revelação Feminina
- Grupo ou Duo de Artista Revelação - Música Mexicana
- Colaboração "Crossover" do Ano
- A Combinação Perfeita do Ano
- Turnê do Ano

### Pop
- Artista Pop Masculino do Ano
- Artista Pop Feminina do Ano
- Grupo ou Duo do Ano - Pop
- Música do Ano - Pop
- Música do Ano - Pop/Balada
- Álbum do ano - Pop/Urbano
- Colaboração do Ano - Pop-Urbano
- Música do Ano - Pop Urbano
- Música do Ano - Pop-Urban/Dance

### Urbano
- Artista Masculino do Ano - Urbano
- Artista Feminina do Ano - Urbana
- Canção do Ano - Urbano
- Colaboração do Ano - Urbano
- Álbum do Ano - Urbano

### Tropical
- Artista do Ano - Tropical
- Canção do Ano - Tropical
- Colaboração do Ano - Tropical
- Álbum do ano - Tropical

### Mexicana
- Artista Masculino do Ano - Música Mexicana
- Artista Feminina do Ano - Música Mexicana
- Canção do Ano - Música Mexicana
- Colaboração do Ano - Música Mexicana
- Grupo ou Duo do Ano - Música Mexicana
- Canção da Banda do Ano
- Canção do Ano Mariachi/Ranchera
- Canção do Norte do Ano
- Música Mexicana de Fusão do Ano
- Álbum do Ano - Música Mexicana